# Haematopis
Genre
Haematopis est un genre de lépidoptères (papillons) de la famille des Geometridae.

## Espèces
- Haematopis annettearia
- Haematopis grataria
- Haematopis saniaria
- Haematopis successaria